# 橋本達弥
橋本 達弥（はしもと たつや、2000年7月18日 - ）は、兵庫県神戸市出身のプロ野球選手（投手）。右投右打。横浜DeNAベイスターズ所属。

## 経歴

### プロ入り前
神戸市立木津小学校1年時に野球を始め、神戸市立桜が丘中学校では軟式野球部に所属し、投手と内野手を務めていた。子どもの頃からプロ野球選手になることが夢だったが、中学の時点で線が細く体が小さかったこともあり夢を断念し、県内トップの公立進学校である兵庫県立長田高等学校に進学する。公立高校のため練習時間は限られていたが、2年生から本格的に投手を始めると、常時140 km/h台を投げるようになる。3年夏の兵庫県大会ではベスト8に進出するが、準々決勝で小園海斗擁する報徳学園と対戦し0-1で敗退。しかし、同大会で最速147 km/hを記録するなど好投を見せ、プロからも注目されるようになる。
より高いレベルを求め、大学は慶應義塾大学環境情報学部に進学。入学前の2月からキャンプに参加していたが、3月に胃腸炎のような症状と体調不良が続き、国指定の難病である「IgA腎症」と診断され入院生活を送る。一時は体重も13kg減少したが、5月に大学に戻りリハビリを経て、大学2年の8月に行われた春季リーグ戦でデビューを飾る。抑え投手を任されるようになった3年春の第70回全日本大学野球選手権記念大会では胴上げ投手となり、34年ぶりの優勝に貢献した。4年春のリーグ戦では防御率1.53で最優秀防御率賞のタイトルを獲得。侍ジャパン大学代表にも選ばれ、7月にオランダで行われたハーレムベースボールウィークにも出場した。大学の同期には萩尾匡也がいた。
2022年10月20日、ドラフト会議にて横浜DeNAベイスターズから5位指名を受ける。11月21日、横浜市内のホテルにて交渉を行い、契約金3500万円、年俸780万円（金額は推定）で入団に合意した。背番号は35。同大学から直接横浜にプロ入りするのは山下大輔以来49年ぶり、また、長田高校の卒業生としては初のプロ野球選手となる。

### DeNA時代
2023年は二軍公式戦（イースタン・リーグ）32試合（33イニング）に登板し、4勝3敗、防御率3.00という成績を残したものの、一軍デビューを果たすことなくシーズンを終えた。
2024年は開幕からイースタン・リーグで登板し、5試合で防御率5.79を記録するも5月17日を最後に登板がなく、その後6月20日に球団より右肩の神経剥離術を行ったことが発表された。11月15日に育成契約への移行が発表された。背番号は035に変更となる。
2025年は戦線に復帰し、7月25日までに二軍公式戦22試合に登板。0勝2敗、防御率6.10の成績ながら、一軍で抑えを務めていた入江大生やセットアッパーを務めていたローワン・ウィックが故障で離脱したことにより、救援陣の強化が急務となったチーム事情もあり、7月26日、支配下復帰が発表された。背番号は35に戻る。8月8日、3年目にして初めて出場選手登録された。同日の対読売ジャイアンツ戦（横浜スタジアム）、9点ビハインドの場面ながら中継ぎで一軍初登板を果たすも、1回2失点の内容だった。以降、登板機会はなく、同月17日に登録を抹消された。

## 選手としての特徴
最速152 km/hの力強い直球と落差のあるフォークボールを武器に、奪三振能力の高さを持ち味とし、大学時代は抑え投手として活躍した。フォークを投げるようになったのは高校2年からで、公立高校が強豪校に勝つためには、相手がマシンでは練習できないボールを磨こうと考え、投げるようになった。

## 詳細情報

### 記録

#### 初記録
- 初登板：2025年8月8日、対読売ジャイアンツ17回戦（横浜スタジアム）、7回表に3番手で救援登板、1回2失点[22]

### 背番号
- 35（2023年 - 2024年、2025年7月26日 - ）
- 035（2025年 - 同年7月25日）

### 代表歴
- 2022 ハーレムベースボールウィーク 日本代表